# Diego (football, 1988)
Pour les articles homonymes, voir Diego.
Diego Rigonato Rodrigues, né le 9 mars 1988, est un footballeur brésilien. Il joue au poste de milieu offensif à Ceará.

## Biographie
Diego commence le football dans le célèbre club brésilien de São Paulo Futebol Clube à l'âge de 14 ans, il y reste deux ans et part dans des clubs beaucoup moins huppés de l'État de São Paulo. Il continue donc sa formation de joueur de football professionnel pendant deux ans au Brésil.

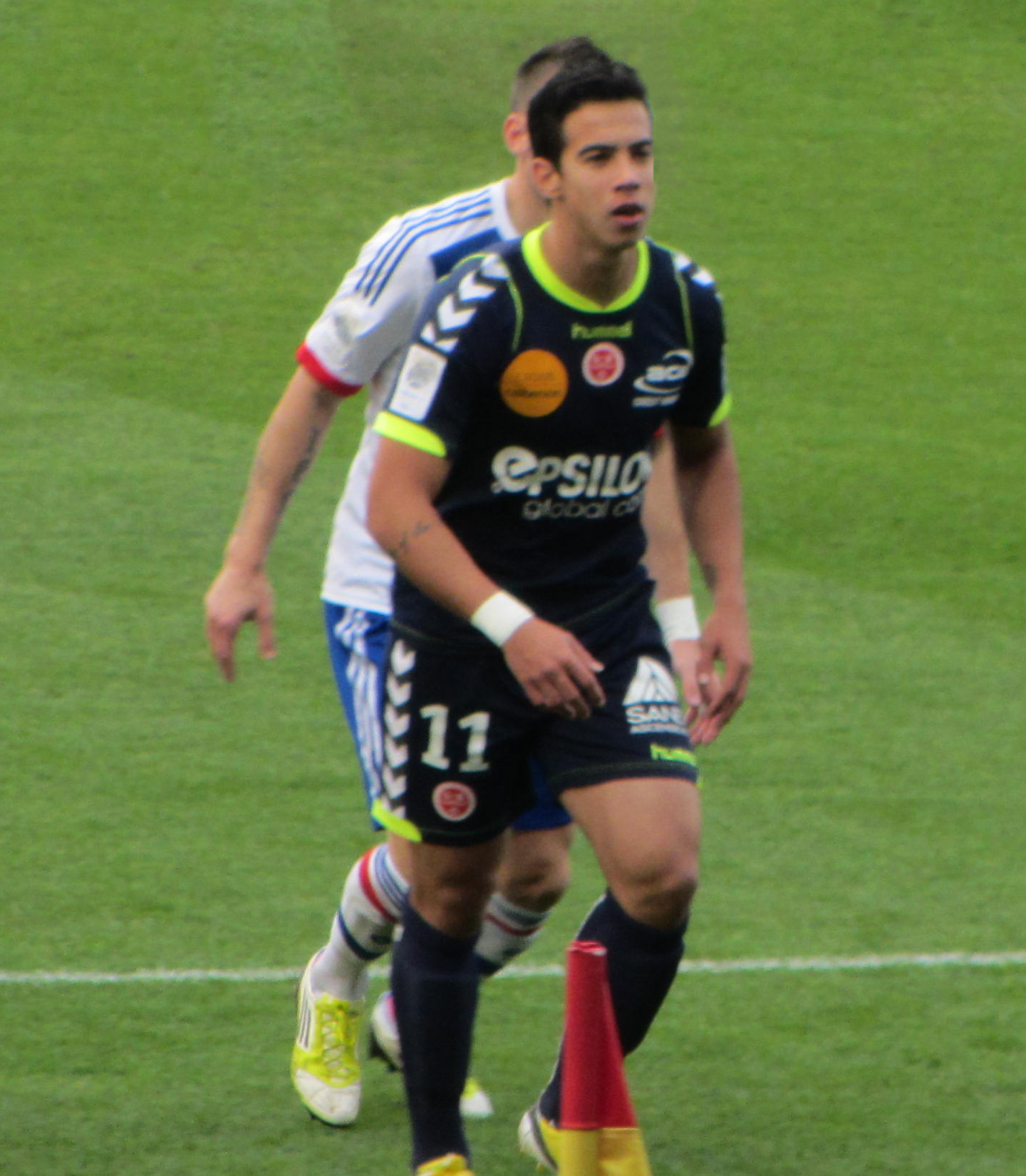
Diego avec Reims en 2013.

En 2006, à l'âge de 18 ans il tente sa première expérience européenne en signant en Hongrie dans le club de la capitale, le Budapest Honvéd. Le 27 novembre 2006, il réalise son premier match sur le sol hongrois contre Vasas SC (0-1) en étant titulaire. Pour sa première saison dans le championnat hongrois il participe à onze matches pour un but. Les saisons suivantes seront plus prolifiques pour Diego, il remporte la coupe de Hongrie 2009 et avec un total de 91 matches pour 14 buts il décide de quitter la Hongrie pour rejoindre la France.
Le 25 juin 2010, il signe un contrat de trois ans plus une année en option avec le club de Ligue 2 : le Tours FC où il rejoint son ancien coéquipier l'attaquant ivoirien Abraham Guie Gneki.
Le 28 août 2012 il signe un contrat de trois ans au Stade de Reims club promu en Ligue 1. Le 1er septembre 2012 lors de la 4e journée de Ligue 1 pour son premier match sous les couleurs champenoises, il est titularisé par Hubert Fournier Il ne marque pas de but mais son équipe fait match nul 1-1 face au Toulouse FC. Le 14 septembre 2012 lors de la 5e journée contre le Montpellier HSC, il marque le premier but de la victoire 3-1. Il inscrit son second but sur pénalty contre l'AS Nancy-Lorraine, victoire 2-0, lors de la 6e journée, puis son troisième contre l'OGC Nice dans un match comptant pour la 8e journée. Son dernier but de la saison a été marqué lors de la 32e journée face à Brest par un coup de pied arrêté des 20-25 mètres excentré gauche à la 77ièmes minutes; Victoire 2-0. Avant dernière journée de ligue 1 au stade Auguste-Delaune face à Lorient, Diego se blesse gravement, sortie sur civière lors de la 1re mi-temps, le Brésilien se fait examiner et hospitaliser pour rupture du tendon rotulien Sa rééducation se fera au Brésil dans sa ville de naissance Américana, banlieue de Sao Paulo, chez le club de football des Corinthians. il refoulera les terrains après la trêve hivernale à partir de janvier 2014.
Alors que Reims descend en Ligue 2 en 2016, Diego reste dans le club champenois; lors de la nouvelle saison, les Rouges et Blancs échouent dans leur ambitieux objectif de remonter immédiatement parmi l'élite. Mais en 2017-2018, avec 9 buts et 13 passes décisives en 34 matchs, le joueur brésilien est l'un des principaux artisans de la conquête du titre de Champion de France de Ligue 2 et de la remontée en Ligue 1 des rémois; Il est alors élu meilleur joueur de Ligue 2 lors de la 27e cérémonie des Trophées UNFP.
Le 3 juin 2018, il s'engage en faveur d'Al-Dhafra, aux Émirats arabes unis.

## Palmarès
| - Budapest Honvéd - Coupe de Hongrie - Vainqueur (1) : 2009. - Supercoupe de Hongrie - Finaliste (2) : 2007 et 2009. - Stade de Reims - Champion de France de Ligue 2 (1) : 2018. - Trophée UNFP de meilleur joueur de Ligue 2 : 2018 |

## Statistiques
| Saison                | Club                  | Championnat           | Championnat | Championnat | Coupe nationale | Coupe nationale | Coupe de la Ligue | Coupe de la Ligue | Supercoupe | Supercoupe | Compétition(s) continentale(s) | Compétition(s) continentale(s) | Compétition(s) continentale(s) | Total | Total |
| Saison                | Club                  | Division              | M.          | B.          | M.              | B.              | M.                | B.                | M.         | B.         | Comp.                          | M.                             | B.                             | M.    | B.    |
| 2006-2007             | Budapest Honvéd       | NB I                  | 11          | 1           | 2               | 0               | -                 | -                 | -          | -          | -                              | -                              | -                              | 13    | 1     |
| 2007-2008             | Budapest Honvéd       | NB I                  | 19          | 2           | 7               | 1               | -                 | -                 | 2          | 0          | C3                             | 3                              | 0                              | 31    | 3     |
| 2008-2009             | Budapest Honvéd       | NB I                  | 25          | 4           | 7               | 0               | 7                 | 3                 | -          | -          | CI                             | 2                              | 0                              | 41    | 7     |
| 2009-2010             | Budapest Honvéd       | NB I                  | 21          | 4           | 6               | 2               | 1                 | 0                 | 1          | 0          | -                              | -                              | -                              | 29    | 6     |
| Sous-total            | Sous-total            | Sous-total            | 76          | 11          | 22              | 3               | 8                 | 3                 | 3          | 0          | -                              | 5                              | 0                              | 114   | 17    |
| 2010-2011             | Tours FC              | Ligue 2               | 27          | 4           | -               | -               | -                 | -                 | -          | -          | -                              | -                              | -                              | 27    | 4     |
| 2011-2012             | Tours FC              | Ligue 2               | 32          | 9           | 3               | 1               | 2                 | 0                 | -          | -          | -                              | -                              | -                              | 37    | 10    |
| 2012-2013             | Tours FC              | Ligue 2               | 5           | 0           | -               | -               | 1                 | 0                 | -          | -          | -                              | -                              | -                              | 6     | 0     |
| Sous-total            | Sous-total            | Sous-total            | 64          | 13          | 3               | 1               | 3                 | 0                 | -          | -          | -                              | -                              | -                              | 70    | 14    |
| 2012-2013             | Stade de Reims        | Ligue 1               | 29          | 4           | 1               | 0               | -                 | -                 | -          | -          | -                              | -                              | -                              | 30    | 4     |
| 2013-2014             | Stade de Reims        | Ligue 1               | 7           | 1           | -               | -               | -                 | -                 | -          | -          | -                              | -                              | -                              | 7     | 1     |
| 2014-2015             | Stade de Reims        | Ligue 1               | 31          | 5           | 1               | 1               | 1                 | 0                 | -          | -          | -                              | -                              | -                              | 33    | 6     |
| 2015-2016             | Stade de Reims        | Ligue 1               | 23          | 3           | 1               | 0               | 1                 | 0                 | -          | -          | -                              | -                              | -                              | 25    | 3     |
| 2016-2017             | Stade de Reims        | Ligue 2               | 32          | 4           | 2               | 0               | -                 | -                 | -          | -          | -                              | -                              | -                              | 34    | 4     |
| 2017-2018             | Stade de Reims        | Ligue 2               | 34          | 9           | -               | -               | 1                 | 0                 | -          | -          | -                              | -                              | -                              | 35    | 9     |
| Sous-total            | Sous-total            | Sous-total            | 156         | 26          | 5               | 1               | 3                 | 0                 | -          | -          | -                              | -                              | -                              | 164   | 27    |
| Total sur la carrière | Total sur la carrière | Total sur la carrière | 296         | 50          | 30              | 5               | 14                | 3                 | 3          | 0          | -                              | 5                              | 0                              | 348   | 58    |